# Полни хормон
Полни хормони, такође познати као сексуални стероиди, гонадокортикоиди и гонадни стероиди, су стероидни хормони који ступају у интеракцију са рецепторима за стероидне хормоне кичмењака. Полни хормони укључују андрогене, естрогене и гестагене. Њихови ефекти су посредовани спорим геномским механизмима преко нуклеарних рецептора, као и брзим негеномским механизмима преко рецептора повезаних са мембраном и сигналних каскада. Полипептидни хормони лутеинизирајући хормон, хормон који стимулише фоликуле и хормон који ослобађа гонадотропин – сваки повезан са осом гонадотропина – обично се не сматрају полним хормонима, иако играју главне улоге везане за секс.

## Типови
У многим контекстима, две главне класе полних хормона су андрогени и естрогени, од којих су најважнији људски деривати тестостерон и естрадиол. Други контексти ће укључивати гестагене као трећу класу сексуалних стероида, за разлику од андрогена и естрогена. Прогестерон је најважнији и једини природни прогестаген код људи. Уопштено говорећи, андрогени се сматрају „мушким полним хормонима“, пошто имају маскулинизирајуће дејство, док се естрогени и гестагени сматрају „женским полним хормонима“ иако су сви типови присутни у сваком полу на различитим нивоима.
Прогестагени
- Прегненолон → Прогестерон → Алопрегнанедион → Алопрегнанолон
- 17α-Хидроксипрегненолон → 17α-Хидрокипрогестерон

Андрогени
- Дехидроепиандростерон → Андростендион → Андростандион → Андростерон
- Андростендиол → Тестостерон → Дихидротестостерон → Андростанедиол

Естрогени
- 2-Хидроксиестрон ← Естрон → 16α-Хидроксиестрон
- 2-Хидрокиестрадиол ← Естрадиол → Естриол → Естетрол

## Синтеза
Гонаде производе полне хормоне, односно јајници или тестиси уз надбубрежне жлезде. Алтернативно, настају због биохемијске конверзије других стероида присутних у јетри или масном ткиву.
Синтеза полних хормона се контролише пулсирајућим ослобађањем хипоталамичног гонадотропин-ослобађајућег хормона (GnRH). У хипофизи, GnRH стимулише ослобађање лутеинизирајућег хормона (LH) и фоликулостимулирајућег хормона (FSH) у општу циркулацију. LH се затим везује за своје циљне ћелије (Лајдигове ћелије код мушкараца и тхеца ћелије код жена) и повећава експресију стероидогеног акутног регулаторног протеина (StAR). StAR промовише пренос холестерола на унутрашњу митохондријалну мембрану и покреће стероидогенезу. Ово је корак који ограничава брзину стероидогенезе у свим ткивимa, a nа унутрашњој митохондријалној мембрани, холестерол се претвара у прегненолон дејством P450scc.

## Синтетички сексуални стероиди
Такође постоји много синтетичких сексуалних стероида. Синтетички андрогени се често називају анаболичким стероидима. У методама хормонске контрацепције користе се синтетички естрогени и прогестини. Етинилестрадиол је полусинтетички естроген. Специфична једињења која имају делимичну агонистичку активност за стероидне рецепторе, и стога делују као природни стероидни хормони, користе се у медицинским стањима која захтевају лечење стероидом у једној ћелијској врсти, али где су системски ефекти одређеног стероида на цео организам пожељни само у одређеним границама.